# Joan Tutau i Vergés
Joan Tutau i Vergés (Figueres, Alt Empordà, 21 d'octubre de 1829 - 13 de juliol de 1893) fou un dirigent republicà i escriptor català.

## Biografia
Formà part del grup d'Abdó Terradas i el 1854 fou elegit segon alcalde de Figueres, càrrec que hagué de deixar el juliol de 1855, destituït pel govern. S'exilià a França en 1855-1858 i, en ésser amnistiat, passà a residir a Barcelona. Llavors es convertí en un dels principals dirigents, especialista en qüestions econòmiques, del grup democràtic i republicà (amb Narcís Monturiol, Josep Anselm Clavé, Francesc Sunyer i Capdevila, etc.).
Diversos autors atribueixen la figura de Joan Tutau, juntament amb Fernando Garrido i Josep Roca Galès com un dels introductors de la doctrina cooperativa a Catalunya. Tot i que Joan Reventós defensa que les influències cooperativistes vingueren a través del port de Càdis en mans del fourierista Joaquin Abreu.  
La relació de Tutau amb el cooperativisme s'inicià amb un dels seus exilis juntament amb Fernando Garrido quan, estant a Anglaterra, visitaren la cooperativa de consum de Rochdale. Al tornar a Catalunya publicà diversos articles i escrits difonent l'experiència rochdeliana.
Francesc Ferrer i Gironès atribueix a Tutau el primer article de tota la península Ibèrica sobre cooperativisme. Fou publicat al diari bisetmanal El Ampurdanés el 24 de desembre de 1863. En aquest article Joan Tutau alabava els beneficis de la cooperació i es lamentava que a España no existissin associacions obreres cooperatives, ja que si es repliquessin les experiències angleses en territori espanyol significaria una millora en la qualitat de vida i en l'economia de les classes obreres. Un altre escrit destacat de Tutau sobre el cooperativisme és el que publicà al Almanaque democrático para el año bisiesto de 1864; «organitza l’article en tres parts. La primera invoca l’associacionisme com a una forma moderna d’obtenció d’objectius i reclama per als treballadors el dret d’associació. Atès que per organitzar una empresa es necessiten capitals, ultra el dret d’associació, cal comptar que els jornalers poden posar els seus estalvis en societats fundades pels seus companys de professió. En la segona part, afirma que la més notable de les associacions a què es referia a la part anterior és la que es va fundar el 1844 a Rochdale (...) En la tercera part explana la distribució dels resultats econòmics que du a terme l’assemblea de socis (...) Tutau acaba l’article dient que el cooperativisme és el camí per a extingir la mendicitat i per transformar els obrers en propietaris. La llibertat d’associació és la que ha de procurar l'emancipació social dels obrers». També hi ha referències a conferències on Joan Tutau parla sobre el cooperativisme. Una d’elles és la conferència impartida a l'Ateneu Barcelonès 1886, on defensa la força del cooperativisme per resoldre les problemàtiques socials.
De vell nou exiliat el 1867, tornà el setembre de 1868 per ocupar la vicepresidència de la Junta Revolucionària de Barcelona i ésser diputat a les corts constituents sorgides de les eleccions generals espanyoles de 1869. Fou diputat per Figueres a les eleccions generals espanyoles de 1871, agost de 1872 i 1873 Republicà federal, fou ministre de finances en el segon govern de la Primera República Espanyola (febrer-juny de 1873).
Amb la Restauració borbònica, tot i que continuà adscrit al republicanisme federal (en especial col·laborà a El libro del ciudadano, 1877, i signà el projecte de constitució de l'Estat Català dins la Federació Espanyola del 2 de maig de 1883, s'allunyà de la vida política activa.
Fou director de la Societat Catalana General del Crèdit i de la Compañia de los Ferrocarriles de Cariñena a Zaragoza; presidí també l'Ateneu Barcelonès (i com a tal hi dugué coma conferenciants Anselmo Lorenzo, i Josep Llunas l'abril de 1887) i feu un interessant esforç teòric: l'any 1886 publicà Las crisis (monetarias, bursátiles, mercantiles e industriales), primera anàlisi global de les crisis del capitalisme feta al país i que considerava producte de la superproducció i de la lluita entre el capital i el treball.
Altres obres seves són:
- Un analisis sobre problemas de hacienda y especialmente de impuestos (1881)
- Memoria sobre el estado de la agricultura en la región del Ampurdán (1887)
- Las pequeñas industrias 1889)